# Antwerp Challenger 1992
L'Antwerp Challenger 1992 è stato un torneo di tennis facente parte della categoria ATP Challenger Series nell'ambito dell'ATP Challenger Series 1992. Il torneo si è giocato a Anversa in Belgio dall'11 al 17 maggio 1992 su campi in terra rossa.

## Vincitori

### Singolare
Marc-Kevin Goellner ha battuto in finale  Massimo Ardinghi con il punteggio di 4–6, 6–3, 7–5

### Doppio
Michael Brown /  Roger Rasheed hanno battuto in finale  Kris Goossens /  Mikael Pernfors con il punteggio di 6–2, 6–4